# Futebol da Região Norte do Brasil
O Futebol da Região Norte do Brasil conta em 2024 com o Amazonas e o Paysandu na Série B, com o Remo na Série C, além de nove outros clubes na Série D, um total de doze clubes em alguma divisão do Campeonato Brasileiro de Futebol. 
Paysandu, com dois títulos, e Tuna Luso com um, são os clubes campeões do Campeonato Brasileiro Série B da Região Norte, Amazonas, Remo e Tuna Luso,  todos com um título, são os clubes da região campeões brasileiros da Série C, o São Raimundo-PA é o único do futebol do Norte campeão da Série D, completando então cinco clubes nortistas campeões de alguma divisão nacional.
Os campeonatos estaduais são as competições mais importantes durante os primeiros meses do ano.
O Estádio do Mangueirão para 53.000 espectadores e a Arena Amazônia para 45.000 são os maiores estádios da Região Norte do Brasil.

## Competições
Considera-se competição regional do Norte todos os campeonatos ou torneios que envolva dois ou mais estados sendo representado por pelo menos um clube.[carece de fontes?] Faltam competições tais como: Liga Independente do Norte de 1987, Torneio Amazonas-Pará, entre outros.
Até os anos 2010 os estados do Maranhão e Piauí segundo a regionalização da Confederação Brasileira de Futebol, competiam na Região Norte.

### Lista de campeões
Refere-se apenas como forma de cronologicamente saber dos campeonatos Regionais e Interestaduais disputados, apenas por clubes do Norte (em competições que além do Norte a região Nordeste também foi representada, a colocação dos clubes não necessariamente seguem a ordem exata, pois são listados apenas os clubes nortistas), a tabela não tem nenhuma simbologia com o título de "Campeão Nortista" proveniente da Copa Norte de Futebol.
Para a seguinte lista não está sendo considerado os campeões da Copa Verde de Futebol, pois nesta competição participam clubes de outras regiões do país (Região Sudeste e Centro-Oeste).
| Torneio Triangular do Maranhão-Piauí-Pará |                        |                        |                 |                |                    |    |
| 1917-18                                   | Paysandu               | Pontos Corridos        | FAC             | International  |                    | 3  |
| Taça Amazônia                             |                        |                        |                 |                |                    |    |
| 1964                                      | Nacional-AM (1.°)      | 6 — 2 3 — 1            | Ferroviário     | Rio Branco     | Baré               | 4  |
| Torneio 20 anos da FRD                    |                        |                        |                 |                |                    |    |
| 1968                                      | Atlético Roraima       |                        | GAS             | Fast Clube     | Baré               | 4  |
| Torneio do Norte                          |                        |                        |                 |                |                    |    |
| 1968                                      | Remo                   | 1 — 5 4 — 1 2 — 1      | Piauí           | Nacional-AM    | Paysandu           | 9  |
| 1969                                      | Remo                   | Pontos Corridos        | Ferroviário-MA  | Nacional-AM    | Flamengo-PI        | 12 |
| 1970                                      | Fast Clube (1.°)       | Pontos Corridos        | Tuna Luso       | Paysandu       | Remo               | 6  |
| 1971                                      | Remo (3.°)             | 1 — 0 4 — 2            | Rodoviária      | Nacional-AM    | Paysandu           | 12 |
| Torneio Pará-Maranhão                     |                        |                        |                 |                |                    |    |
| 1972                                      | Moto Club-MA           | Pontos Corridos        | Remo            | Paysandu       | Sampaio Corrêa     | 4  |
| 1973                                      | Sampaio Corrêa         | 1 — 0 1 — 1            | Remo            | Moto Club-MA   | Paysandu           | 4  |
| Torneio Integração da Amazônia            |                        |                        |                 |                |                    |    |
| 1975                                      | Macapá (1.°)           | Pontos Corridos        | Ferroviário-RO  | Juventus       | Baré               | 4  |
| 1976                                      | Rio Branco (1.°)       |                        | Baré            |                |                    |    |
| 1977                                      | Moto Clube-RO          | 1 — 1 Pen. 5 — 3       | Rio Branco      | Ypiranga-AP    | Baré               | 6  |
| 1978                                      | Moto Clube-RO          | 1-0                    | Rio Branco      | Ferroviário-RO | Guarany            | 6  |
| 1979                                      | Rio Branco (2.°)       | 1-0                    | Moto Clube-RO   | Ferroviário-RO | Atlético Roraima   | 4  |
| 1980                                      | Ferroviário-RO (1.°)   |                        | Trem            | Amapá          | Atlético Roraima   | 6  |
| 1981                                      | Juventus               | 1 — 1 1 — 0            | River-RR        | Baré           | Independente       | 8  |
| Copa Amazônia                             |                        |                        |                 |                |                    |    |
| 1974                                      | Nacional-AM            | Pontos corridos        | Remo            | Paysandu       |                    | 3  |
| 1982                                      | Nacional-AM            | 1 — 1 2 - 1            | Remo            |                |                    | 2  |
| Torneio Integração da Amazônia            |                        |                        |                 |                |                    |    |
| 1982                                      | Juventus               |                        |                 |                |                    |    |
| 1983                                      | Baré                   | 2 — 1                  | Independência   | Flamengo-RO    | Macapá Ypiranga-RO | 9  |
| 1984                                      | Rio Branco             | Jogo Extra 2 — 0       | Baré            | Independente   | Flamengo-RO        | 16 |
| 1985                                      | Baré Trem              | [ nota 1 ]             | Ypiranga-RO     | Independência  |                    | 4  |
| 1986                                      | Trem                   | 0 — 0 1 — 1 2 — 1      | Rio Branco      | Santana        | Flamengo-RO        | 8  |
| 1987                                      | Trem                   | 0-0 (1-0) Pro          | Rio Branco      | Ferroviário    | Moto Clube-RO      | 6  |
| Liga Independente do Norte                |                        |                        |                 |                |                    |    |
| 1987                                      | Cruzeiro-AC            | Pontos Corridos        | Rodoviária      | América-AC     | Flamengo-RO        | 10 |
| Torneio Integração da Amazônia            |                        |                        |                 |                |                    |    |
| 1988                                      | Trem                   | 2-1 0-1 3-0            | Atlético-AC     | Amapá          | Atlético-RR        | 8  |
| 1989                                      | Independente           | 0 — 1 4 — 2            | Ferroviário-RO  | São Francisco  | São Raimundo-PA    | 9  |
| 1990                                      | Trem                   |                        | Independente    | Náutico-RR     | River-RR           | 6  |
| Copa Norte de Futebol                     |                        |                        |                 |                |                    |    |
| 1997                                      | Rio Branco             | 0 – 0 2 – 1            | Remo            | Ji-Paraná      | Imperatriz         | 10 |
| 1998                                      | Sampaio Corrêa         | 0 – 1 2 – 1 Pen. 3 – 0 | São Raimundo-AM | Rio Branco     | Ypiranga-AP        | 8  |
| 1999                                      | São Raimundo-AM        | 1 – 0 1 – 2 Pen. 3 – 1 | Sampaio Corrêa  | Flamengo-PI    | Cruzeiro-RO        | 10 |
| 2000                                      | São Raimundo-AM        | 2 – 3 2 – 0            | Maranhão        | River-PI       | Remo               | 11 |
| 2001                                      | São Raimundo-AM        | 0 – 1 1 – 0            | Paysandu        | Genus          | River-PI           | 10 |
| 2002                                      | Paysandu               | 1 – 0 3 – 0            | São Raimundo-AM | Ji-Paraná      | Remo               | 16 |
| Copa Maranhão-Pará-Tocantins de Futebol   |                        |                        |                 |                |                    |    |
| 2002                                      | Águia de Marabá        | 1 — 1 0 — 0            | Redenção        | Tocantins-MA   | Araguaína          | 6  |
| Torneio Integração da Amazônia            |                        |                        |                 |                |                    |    |
| 2003                                      | CFA (1.°)              | 2 — 1 1 — 0            | Trem            | Baré           | Rio Branco         | 8  |
| Torneio Solidário                         |                        |                        |                 |                |                    |    |
| 2005                                      | Atlético Roraima (2.°) | Pontos Corridos        | São Raimundo-RR | Cliper         | Sul América        | 4  |
| 2018                                      | Baré-RR                | 1-1 (4-2) Pen          | Manaus          |                |                    | 2  |

 Campeão Invicto

### Títulos por clube
| Clube            | Títulos                          | Vices                      | Terceiro lugar       | Quarto lugar               |
| ---------------- | -------------------------------- | -------------------------- | -------------------- | -------------------------- |
| Trem             | 5 (1985, 1986, 1987, 1988, 1990) | 2 (1980, 2003)             | 0                    | 0                          |
| Rio Branco       | 4 (1976, 1979,1984, 1997)        | 3 (1977, 1978, 1986)       | 2 (1964, 1998)       | 1 (2003)                   |
| Remo             | 3 (1968, 1969, 1971)             | 4 (1972, 1973, 1982, 1997) | 0                    | 3 (1970, 2000, 2002)       |
| São Raimundo-AM  | 3 (1999, 2000, 2001)             | 2 (1998, 2002)             | 0                    | 0                          |
| Baré             | 2 (1983, 1985)                   | 2 (1976, 1984)             | 2 (1981, 2003)       | 4 (1964, 1968, 1975, 1977) |
| Paysandu         | 2 (1917-18, 2002)                | 1 (2001)                   | 2 (1970, 1972)       | 3 (1968, 1971, 1973)       |
| Nacional-AM      | 2 (1964, 1982)                   | 0                          | 3 (1968, 1969, 1971) | 0                          |
| Moto Clube-RO    | 2 (1977, 1978)                   | 1 (1979)                   | 0                    | 1 (1987)                   |
| Atlético Roraima | 2 (1968, 2005)                   | 0                          | 0                    | 3 (1979, 1980, 1988)       |
| Sampaio Corrêa   | 2 (1973, 1998)                   | 1 (1999)                   | 0                    | 1 (1972)                   |
| Juventus         | 2 (1981, 1982)                   | 0                          | 0                    | 0                          |
| Ferroviário-RO   | 1 (1980)                         | 3 (1964, 1975, 1989)       | 1 (1978)             | 0                          |
| Independente     | 1 (1989)                         | 1 (1990)                   | 1 (1984)             | 1 (1981)                   |
| Moto Club-MA     | 1 (1972)                         | 0                          | 1 (1973)             | 0                          |
| Macapá           | 1 (1975)                         | 0                          | 0                    | 1 (1983)                   |
| Fast Clube       | 1 (1970)                         | 0                          | 1 (1968)             | 0                          |
| Cruzeiro-AC      | 1 (1987)                         | 0                          | 0                    | 0                          |
| Águia de Marabá  | 1 (2002)                         | 0                          | 0                    | 0                          |
| CFA              | 1 (2003)                         | 0                          | 0                    | 0                          |
| Rodoviária       | 0                                | 2 (1971, 1987)             | 0                    | 0                          |
| Independência    | 0                                | 1 (1983)                   | 0                    | 1 (1985)                   |
| Ypiranga-RO      | 0                                | 1 (1985)                   | 0                    | 1 (1983)                   |
| FAC              | 0                                | 1 (1917-18)                | 0                    | 0                          |
| GAS              | 0                                | 1 (1968)                   | 0                    | 0                          |
| Piauí            | 0                                | 1 (1968)                   | 0                    | 0                          |
| Ferroviário-MA   | 0                                | 1 (1969)                   | 0                    | 0                          |
| Tuna Luso        | 0                                | 1 (1970)                   | 0                    | 0                          |
| River-RR         | 0                                | 1 (1981)                   | 0                    | 0                          |
| Atlético Acreano | 0                                | 1 (1988)                   | 0                    | 0                          |
| Maranhão         | 0                                | 1 (2000)                   | 0                    | 0                          |
| Redenção         | 0                                | 1 (2002)                   | 0                    | 0                          |
| São Raimundo-RR  | 0                                | 1 (2005)                   | 0                    | 0                          |
| Ji-Paraná        | 0                                | 0                          | 2 (1997, 2002)       | 0                          |
| Flamengo-RO      | 0                                | 0                          | 1 (1983)             | 3 (1984, 1986, 1987)       |
| Ypiranga-AP      | 0                                | 0                          | 1 (1977)             | 1 (1998)                   |
| River-PI         | 0                                | 0                          | 1 (2000)             | 1 (2001)                   |
| International    | 0                                | 0                          | 1 (1917-18)          | 0                          |
| Juventus         | 0                                | 0                          | 1 (1975)             | 0                          |
| Amapá            | 0                                | 0                          | 1 (1980)             | 0                          |
| Santana          | 0                                | 0                          | 1 (1986)             | 0                          |
| América-AC       | 0                                | 0                          | 1 (1987)             | 0                          |
| São Francisco    | 0                                | 0                          | 1 (1989)             | 0                          |
| Flamengo-PI      | 0                                | 0                          | 1 (1999)             | 1 (1969)                   |
| Genus            | 0                                | 0                          | 1 (2001)             | 0                          |
| Cliper           | 0                                | 0                          | 1 (2005)             | 0                          |
| Tocantins-MA     | 0                                | 0                          | 1 (2002)             | 0                          |
| Guarany          | 0                                | 0                          | 0                    | 1 (1978)                   |
| São Raimundo-PA  | 0                                | 0                          | 0                    | 1 (1989)                   |
| Imperatriz       | 0                                | 0                          | 0                    | 1 (1997)                   |
| Cruzeiro-RO      | 0                                | 0                          | 0                    | 1 (1999)                   |
| Araguaína        | 0                                | 0                          | 0                    | 1 (2002)                   |
| Sul América      | 0                                | 0                          | 0                    | 1 (2005)                   |

### Títulos por federação
| Estado    | Títulos | Vices | Terceiro lugar | Quarto lugar |
| --------- | ------- | ----- | -------------- | ------------ |
| Acre      | 7       | 5     | 5              | 1            |
| Amapá     | 7       | 3     | 5              | 4            |
| Pará      | 6       | 7     | 3              | 7            |
| Amazonas  | 6       | 5     | 4              | 1            |
| Rondônia  | 4       | 5     | 6              | 5            |
| Roraima   | 4       | 4     | 4              | 7            |
| Maranhão  | 3       | 4     | 2              | 2            |
| Piauí     | 0       | 1     | 3              | 2            |
| Tocantins | 0       | 0     | 0              | 1            |

### Títulos por cidade
| Cidade      | Títulos | Equipes                                              |
| Macapá      | 7       | Trem (6), Macapá (1)                                 |
| Rio Branco  | 7       | Rio Branco (4), Juventus (2), Cruzeiro (1)           |
| Manaus      | 6       | São Raimundo-AM (3), Nacional-AM (2), Fast Clube (1) |
| Belém       | 5       | Remo (3), Paysandu (2)                               |
| Boa Vista   | 4       | Atlético Roraima (2), Baré (2)                       |
| Porto Velho | 4       | Moto Clube (2), Ferroviário (1), CFA (1)             |
| São Luís    | 3       | Sampaio Corrêa (2), Moto Clube (1)                   |
| Santana     | 1       | Independente (1)                                     |
| Marabá      | 1       | Águia de Marabá (1)                                  |

## Estatísticas

### Campeões estaduais por século
Estes são os clubes que obtiveram o maior número de títulos em seus estados no século XX e no século XXI.
| Campeonato              | Século XX (até 2000)                 | Século XX (até 2000) | Século XXI (2001–2018) | Século XXI (2001–2018) |
| Campeonato              | Clube                                | Títulos              | Clube                  | Títulos                |
| ----------------------- | ------------------------------------ | -------------------- | ---------------------- | ---------------------- |
| Campeonato Acriano      | Rio Branco                           | 35                   | Rio Branco             | 12                     |
| Campeonato Amapaense    | Macapá                               | 17                   | Santos                 | 6                      |
| Campeonato Amazonense   | Nacional                             | 37                   | Nacional               | 6                      |
| Campeonato Paraense     | Paysandu Remo                        | 38                   | Paysandu               | 9                      |
| Campeonato Rondoniense  | Ferroviário                          | 18                   | Vilhena                | 5                      |
| Campeonato Roraimense   | Baré                                 | 25                   | São Raimundo           | 8                      |
| Campeonato Tocantinense | Gurupi Kaburé Paraíso Tocantinópolis | 2                    | Palmas                 | 6                      |

### Cronologia
Esta é uma tabela classificatória cronológica que mostra os campeonatos estaduais mais antigos do Brasil dos 27 estados da federação.
| Posição | Campeonato              | Ano  | Edições | Interrompido | N.º atual de equipes |
| ------- | ----------------------- | ---- | ------- | ------------ | -------------------- |
| 1.º     | Campeonato Paraense     | 1908 | 108     | Sim          | 10                   |
| 2.º     | Campeonato Amazonense   | 1914 | 104     | Sim          | 8                    |
| 3.º     | Campeonato Acriano      | 1917 | 93      | Sim          | 10                   |
| 4.º     | Campeonato Amapaense    | 1944 | 75      | Não          | 6                    |
| 5.º     | Campeonato Rondoniense  | 1945 | 75      | Não          | 11                   |
| 6.º     | Campeonato Roraimense   | 1960 | 61      | Não          | 5                    |
| 7.º     | Campeonato Tocantinense | 1989 | 30      | Não          | 8                    |

## Campeonatos nacionais, regionais e interestaduais
Abaixo estão mostrada a situação dos clubes nortista no Campeonato Brasileiro de Futebol (contando todas as séries).
| Clubes na Série B 2024 | Amazonas        |  | Paysandu          |         |         |              |          |        |             |              |                |      |
| Clubes na Série C 2024 | Clube do Remo   |  |                   |         |         |              |          |        |             |              |                |      |
| Clubes na Série D 2024 | Águia de Marabá |  | Cametá Sport Club | Capital | Humaitá | Independente | Manauara | Manaus | Porto Velho | São Raimundo | Tocantinópolis | Trem |

### Conquistas nacionais, regionais e interestaduais
- Atualizado até o final do ano de 2023.

Essas são as conquistas nacionais dos clubes de futebol da Região Norte do Brasil:
Copa dos Campeões (CBF)
| Clube    | Títulos  | Vices | Terceiro colocado |
| -------- | -------- | ----- | ----------------- |
| Paysandu | 1 (2002) | 0     | 0                 |

Campeonato Brasileiro de Futebol - Série B
| Clube     | Títulos         | Vices           | Terceiro lugar  | Quarto lugar |
| --------- | --------------- | --------------- | --------------- | ------------ |
| Paysandu  | 2 (1991 e 2001) | 0               | 0               | 0            |
| Tuna Luso | 1 (1985)        | 0               | 0               | 0            |
| Remo      | 0               | 2 (1971 e 1984) | 2 (1981 e 1989) | 0            |

Campeonato Brasileiro de Futebol - Série C
| Clube           | Títulos  | Vices    | 3º lugar | 4º lugar |
| --------------- | -------- | -------- | -------- | -------- |
| Tuna Luso       | 1 (1992) | 0        | 0        | 0        |
| Remo            | 1 (2005) | 1(2020)  | 0        | 0        |
| Amazonas FC     | 1 (2023) | 0        | 0        | 0        |
| Paysandu        | 0        | 1 (2014) | 0        | 1 (2012) |
| São Raimundo-AM | 0        | 1 (1999) | 0        | 0        |

Campeonato Brasileiro de Futebol - Série D
| Clube            | Títulos  | Vices    | 3º lugar | 4º lugar |
| ---------------- | -------- | -------- | -------- | -------- |
| São Raimundo-PA  | 1 (2009) | 0        | 0        | 0        |
| Manaus           | 0        | 1 (2019) | 0        | 0        |
| Remo             | 0        | 0        | 1 (2015) | 0        |
| Atlético Acreano | 0        | 0        | 1 (2017) | 0        |
| Araguaína        | 0        | 0        | 1 (2010) | 0        |

Copa Verde
| Clube       | Títulos                  | Vices           | 3º lugar | 4º lugar |
| ----------- | ------------------------ | --------------- | -------- | -------- |
| Paysandu    | 4 (2016 2018 2022 e 2024 | 2 (2014 e 2017) | 1 (2015) | 0        |
| Remo        | 1(2021)                  | 1 (2015)        | 1 (2016) | 1 (2014) |
| Santos-AP   | 0                        | 0               | 1 (2017) | 0        |
| Rondoniense | 0                        | 0               | 0        | 1 (2017) |
| Manaus      | 0                        | 0               | 0        | 1 (2018) |

Copa Norte
| Clube           | Títulos               | Vices           | 3º lugar        | 4º lugar        |
| --------------- | --------------------- | --------------- | --------------- | --------------- |
| São Raimundo-AM | 3 (1999, 2000 e 2001) | 2 (1998 e 2002) | 0               | 0               |
| Sampaio Corrêa  | 1 (1998)              | 1 (1999)        | 0               | 0               |
| Paysandu        | 1 (2002)              | 1 (2001)        | 0               | 0               |
| Rio Branco-AC   | 1 (1997)              | 0               | 1 (1998)        | 0               |
| Remo            | 0                     | 1 (1997)        | 0               | 2 (2000 e 2002) |
| Ji-Paraná       | 0                     | 0               | 2 (1997 e 2002) | 0               |
| Genus           | 0                     | 0               | 1 (2001)        | 0               |
| Ypiranga-AP     | 0                     | 0               | 0               | 1 (1998)        |
| Cruzeiro-RO     | 0                     | 0               | 0               | 1 (1999)        |